# Uttarkashi
Uttarkashi (en Hindi: उत्तरकाशी), est une ville de l’Uttarakhand, un État situé dans l’Inde du Nord. La ville, qui est le chef-lieu du district homonyme, se trouve en bordure du fleuve Bhagirathi à une altitude de 1165 mètres. Elle compte quelque 16 000 habitants.
La Bhagirathi étant un des bras du Gange (dans son cours supérieur) - fleuve sacré descendant de Gangotri - Uttarkashi et ses alentours abritent un grand nombre de temples et ashrams hindous. Le climat étant agréablement tempéré, la ville a également attiré de nombreuses institutions éducatives fonctionnant en internat. 

## Étymologie
Le terme Uttarkashi signifie la ‘Kashi du nord’, par référence à Varanasi (Bénarès) considérée comme la ‘Kashi du sud’ : toutes deux sont sur le Gange et ont une forte dimension religieuse. Elle est également connue sous le nom de 'Soma Kashi'. 

## Description
Située à une élévation moyenne de 1165 mètres la ville d’Uttarksahi est entourée de montagnes qui sont les premiers contreforts de l’Himalaya. La localité même s’étale dans une étroite vallée au confluent du Bhagirathi avec un de ses affluents mineurs.
Au recensement de 2001 la ville compte 16220 habitants (57% hommes et 42% femmes). Le taux d’alphabétisation est élevé (78%) et nettement supérieur à la moyenne nationale indienne (59,5%). Cela s’explique par le grand nombre d’institutions éducatives qui s’y sont installées. 
La ville fut sévèrement touchée d’abord par un tremblement de terre (1993) dont l’épicentre se trouvait dans le district d'Uttarkashi, puis par un grave glissement de terrain (septembre 2003) qui détruisit de nombreuses habitations. Des inondations en 2012 et 2013 contribuèrent également à ralentir la croissance démographique, de nombreux habitants quittant la vallée pour s’installer à Dehra Dun. 
Les langues parlées à Uttarkashi sont le Hindi et le Garhwali, cette dernière étant la langue régionale, la majorité des habitants étant ‘garhwalis’, un groupe ethnique de plus de deux millions de personnes qui formaient dans le passé l’état princier de Garhwal.
Outre les ressources provenant de l’économique traditionnelle de montagne la ville et ses alentours vivent principalement du tourisme (religieux) et de la présence des institutions éducatives. Elle est également centre administratif important (pour le district).